# جولدي راب
جولدي راب (بالإنجليزية: Goldie Rapp)‏ هو لاعب كرة قاعدة أمريكي، ولد في 6 فبراير 1892 في سينسيناتي في الولايات المتحدة، وتوفي في 1 يوليو 1966 في لا ميسا في الولايات المتحدة.

## وصلات خارجية
- جولدي راب على موقعبيزبول رفرنس.كوم (الدوري الرئيسي) (الإنجليزية)